# 革叶溲疏
革叶溲疏（学名：Deutzia coriacea）为虎耳草科溲疏属下的一个种。

## 扩展阅读
- 維基物種上的相關：革叶溲疏